# Кодекс Теллериано-Ременсис
Кодекс Теллериано-Ременсис или Мексиканская рукопись 385 (лат. Codex Telleriano-Remensis), созданный в 1562 или 1563 году в Мехико и написанный на европейской бумаге, один из лучших по сохранности среди ацтекских рукописных кодексов. Его латинизированное название происходит от имени Шарля-Мориса Летелье (Charles-Maurice Le Tellier), реймского епископа, владевшего рукописью в конце XVII века. Содержимое кодекса принадлежит перу нескольких авторов, одним из которых был доминиканский монах фрай Педро де лос Риос, составивший глоссы. Это первый ацтекский кодекс, переведённый на русский язык специалистами по доколумбовым цивилизациям В. Н. Талахом и С. А. Куприенко (Украина, Киев, 2013), и озаглавленный «Мексиканская рукопись 385 „Кодекс Теллериано-Ременсис“ (с дополнениями из „Кодекса Риос“)».

## Документ
Документ, по-видимому, составлен в Чолуле (Мексика).
Впервые описание этого кодекса было опубликовано в 1810 году Александром фон Гумбольдтом. Первое полное издание осуществил Кингсборо в 1831 году с неудачной палеографией и переводами глосс. Более точным стало издание Ами в 1899 году.
В 1941 году Э.Томпсон высказал предположение о взаимосвязи Кодекса Теллериано-Ременсис и Кодекса Ватиканус А (Кодекс Риос) с утраченным прототипом, названным Робертом Барлоу «Кодекс Уицилопочтли». Впрочем, Э. Киньонес Кебер не поддерживает этого предположения и считает, что «Кодекс Теллериано-Ременсис» послужил одним из источников материалов, на основе которых составлен «Кодекс Риос».

## Содержание
Кодекс Теллериано-Ременсис состоит из трёх разделов:
- Первый раздел, расположенный на первых семи листах, описывает 365-дневный солнечный календарь, называемый шиупоуалли.
- Второй раздел, расположенный на листах 8r—24r, составляет тоналаматль, описывающий 260-дневный ритуальный календарь тональпоуалли.
- Третий раздел составляют Анналы, в свою очередь, поделённые на две части с разной стилистикой:
  - страницы 25—28 — это отчёт о миграциях племён в течение XII—XIII веков.
  - страницы 29—50 — это запись исторических событий, таких, как: приход к власти и смерть владык, битвы, землетрясения и солнечные затмения, с XIV по XVI века, включая события раннеколониального времени.

### Календарь
Солнечный календарь в кодексе не является полным, так как начинается с 8 месяца (по христианскому исчислению начинается с 14 июля) и заканчивается 18-м месяцем Искалли и дополнительными днями Немонтеми, начало которых приходится на 19 февраля, ввиду чего первый месяц года выпадает на 24 февраля. Фрай Риос также сообщает, что год 6 Тростник (1563) начинается 24 февраля, как и год 5 Кролик (1562) и 2 Тростник (1559).

## Репродукции
В 1995 году репродукция Кодекса Теллериано-Ременсис была опубликована Техасским университетом, с комментариями Элоизы Киньонес Кебер. В этом издании в процессе публикации два листа были случайно поменяны местами и появились так же, как в факсимиле:
- лист 13 с Тексистекатлем на лицевой стороне и Науи Ээкатль — на обратной;
- и лист 19 с Тамоачаном на лицевой стороне и Шолотлем на обратной[3].

В русском переводе Кодекса Теллериано-Ременсис этой путаницы со страницами нет.

### Издание 2013 года (Кодекс Теллериано-Ременсис)
- Пресвитер Хуан; Антонио Перес; фрай Педро де лос Риос (глоссы). Мексиканская рукопись 385 «Кодекс Теллериано-Ременсис» (с дополнениями из Кодекса Риос) / Ред. и пер. С. А. Куприенко, В. Н. Талах. — Киев: Видавець Купрієнко С. А., 2013. — 317 с. — ISBN 978-617-7085-06-4.

### Издание 2014 года (Кодекс Риос)
- Сказания о Солнцах. Мифы и исторические легенды науа / Ред. и пер. С. А. Куприенко, В. Н. Талах. — Киев: Видавець Купрієнко С. А., 2014. — 377 с. — ISBN 978-617-7085-11-8.